# Yle Sámi Radio
Yle Sámi Radio (сев.-саам.) — региональное подразделение телерадиокомпании Yleisradio Oy, национальной телерадиовещательной компании Финляндии. Саамское радио осуществляет радиовещание на саамских языках в саамоязычных общинах провинции Лапландия, в Рованиеми (административном центре провинции), а также через интернет.
Телерадиокомпания Yle начала регулярное радиовещание на саамских языках 20 ноября 1947 года, передачи продолжительностью 15 минут выходили один раз в неделю.

## Организация работы, тематика передач
Саамское радио имеет своих корреспондентов в населённых пунктах Инари, Утсйоки и Кааресуванто.
Вещание идёт большей частью на северносаамском, но также и на двух других саамских языках, распространённых в Финляндии, — на инари-саамском и колтта-саамском. Среди журналистов, работающих на радио, можно выделить Анни-Кристину Юусо, известную по ролям в российском фильме «Кукушка» (2002) и норвежском «Восстание в Каутокейно» (2008).
Тематика передач — новости (касающиеся в первую очередь жизни саамов Финляндии), саамская культура, вопросы охраны природы; передаётся также музыка, в том числе саамская народная.

## События 2011 года
В марте 2011 года Саамский парламент Финляндии потребовал, чтобы телерадиокомпания Yle передала в его ведение свою саамскую службу, включая Саамское радио и телевизионные выпуски новостей Ođđasat. Административный совет телерадиокомпании Yle, по мнению Саамского парламента, не обладает должной компетенцией в саамских вопросах, а потому не способен обеспечить нормального развития Саамского радио Финляндии.
В ответ Председатель Совета публичного слова Ристо Уймонен заявил, что данное требование противоречит базовым принципам демократии, поскольку, по его мнению, Саамское радио как средство массовой информации, находясь в подчинении у политического органа, не сможет полноценно осуществлять свои демократические функции, в том числе по общественному контролю за государственными структурами.